# Oxychloë haumaniana
Oxychloë haumaniana är en tågväxtart som först beskrevs av Manuel Barros, och fick sitt nu gällande namn av Manuel Barros. Oxychloë haumaniana ingår i släktet Oxychloë och familjen tågväxter. Inga underarter finns listade i Catalogue of Life.